# Le Champignon
Pour plus de détails, voir Fiche technique et Distribution.
Le Champignon est un giallo franco-italien réalisé par Marc Simenon et sorti en 1970.

## Synopsis
Les époux Anne et Éric Calder habitent en Suisse sur les rives du lac Léman. Tandis qu’Anne est fréquemment absente à cause de son travail de publicitaire, Éric donne ses premières consultations de médecin dans le cabinet qu’il vient d’ouvrir. Un soir, encore une fois esseulé, il est appelé par l’une de ses patientes, Linda Benson, accro aux champignons hallucinogènes. Il répond à l’invitation de celle-ci quand elle lui propose de partager quelques drogues… 

## Fiche technique
- Titre : Le Champignon (également répertorié sous le titre L’assassin frappe à l’aube)
- Édition DVD : sortie sous le titre L’assassin frappe à l’aube
- Titre italien : L'assassino colpisce all'alba
- Réalisation : Marc Simenon
- Scénario : Alphonse Boudard, Marc Simenon
- Dialogues : Alphonse Boudard
- Décors : Pierre Cadiou
- Costumes : Jean-Claude Bouillon
- Robes : Réal pour les robes de Mylène Demongeot
- Photographie : Marcel Combes
- Son : Marcel Royné
- Montage : Étiennette Muse
- Musique : Zoo
- Maquillages : Suzanne Rossie
- Scripte : Cécilia Malbois
- Producteurs : Georges Cheyko, Paul Laffargue
- Sociétés de production : Firmament Films (France), Méditerranée Cinéma Productions (France), Société d'Exploitation du Spectacle (France), GI Films (Italie)
- Distributeur d'origine : CFDC (Compagnie Française de Distribution Cinématographique)
- Pays d’origine :  France,  Italie
- Langue : français
- Tournage : 
  - Année : 1969
  - Extérieurs : Suisse
- Format : couleur par Eastmancolor — 35 mm — 1.66:1 — son monophonique
- Genre : giallo
- Durée : 90 minutes
- Dates de sortie :
  - France : 8 avril 1970
  - Italie : 21 juin 1972

## Distribution
- Mylène Demongeot : Anne Calder
- Alida Valli : Linda Benson
- Jean-Claude Bouillon : Éric Calder
- Catherine Allégret : Jeannette
- Philippe Monnet : Gaëtan
- Jean Claudio : Kogan
- Georges Géret : Kurt
- François Simon : le juge
- Guy Grosso : le mauvais acteur
- Robert Favart